# 天津飯 (ドラゴンボール)
天津飯（テンシンハン）は、鳥山明の漫画『ドラゴンボール』および、それを原作とするアニメなどの派生作品に登場する架空の人物。
英語圏での名前はTien Shinhan（ティエン・シンハン）。
初登場は原作では其之百十三「第22回天下一武道会」、アニメでは『ドラゴンボール』第82話「あばれ怪獣イノシカチョウ」。

## キャラクター概要
エイジ733生まれ。身長187cm、体重75kg。趣味は鍛錬、餃子と2人でのバレーボール。好きな食べ物はギョウザ、シューマイ。好きな乗り物はリャマ、ダチョウ。嫌いな物は軟弱なヤツ。
悟空の師匠・亀仙人のライバルである鶴仙人の弟子。兄弟弟子の餃子（チャオズ）とは、実の兄弟のような深い絆で結ばれている。鶴仙人の弟・桃白白（タオパイパイ）のような殺し屋を目指していたが、第22回天下一武道会の際に鶴仙流の教え方は間違っていると気付き、餃子と共に師の元を離れる。孫悟空に勝利した数少ない人物だが、その後追い抜かれ、以後は再び超えることを目標とし修業に励んでいる。
三つの目を持つのが特徴。4人に分身したり腕が4本になったりと、主要人物の中でも技のレパートリーが豊富。模倣も上手く、一度見ただけでコピーも可能で、禁断の技「気功砲」を特に得意とする。
凄まじい戦闘力のインフレーションが続いた本作にあって、終盤まで戦闘で活躍する場面が存在した。
ナメック星編の時期に行われた鳥山明の漫画全般を対象にしたキャラクター人気投票では第11位にランクインしている。
原作・アニメ共に劇中では言及されていないが、天津飯は、背中から腕を生やしたり、残像ではない実体のある4人の人間に分身したりと、地球人とは思えないような術を修業で体得しているが、これは彼が、遥か昔に地球に移住してきた宇宙人の子孫「三つ目人」という種族の末裔であり、先祖帰りした特異体質者であるため、と書籍『DRAGON BALL大全集』にて解説されている。
名前の由来は中華料理の天津飯であり、鳥山は強くクールなヤツなのによく知っている中華料理という、バカバカしさからつけたと語る。「天津飯」とほとんどの者からそのまま呼び捨てされているが、クリリンは「天津飯さん」とさん付け、餃子は登場当初は「天」、後に「天さん」と呼ぶ。また、悟空もキングキャッスルでのピッコロ大魔王との決戦時など稀にそう呼んでいる。また、天下一武道会のアナウンサーは「天選手」と呼んでいる。

## 性格・人物
一人称は「オレ」。登場当初は、鶴仙人の教育を受けたことから態度が険悪で、対戦相手を必要以上に痛めつけるといった非道な行為も辞さなかったが、基本的に生真面目な性格。義にも篤く、自分を導いてくれた亀仙人と弟弟子の餃子の無念を晴らすため、命を捨てる覚悟で後述の魔封波修得に臨み、袂を分かった後の鶴仙人や桃白白も気遣った。
亀仙人には直接師事しておらず、表向きは双方とも師弟関係を否定しているが、実際は自分を導いてくれた恩から亀仙人を「武天老師様」と呼んで敬意を払い、亀仙人の方も直弟子である悟空、クリリン、ヤムチャと分け隔てない接し方をしていることから、実質的に師弟同然の関係を築いている。
自分たちの命を奪った一味であるベジータのことを嫌っているところもあるが、実力やプライドの高さは認めている。同じように敵対していたピッコロについては界王の下での修行の頃にはある程度態度を軟化させており、神様との融合後は共に行動する機会が増えた。また、その頃からピッコロには敬語を使うなど、敬意を払っている。
セルとの戦いが終わった後は、トランクスに対して未来に戻ってからの戦いについて励ましており、アニメでは父親を亡くした悟飯に対しても、「母親を大切にな」と思いやりと激励の言葉を伝え、年長者として若い戦士たちを気遣う姿が描かれている。
第22回天下一武道会以降は、「ワイルドさ」を理由に金髪ランチに惚れられているが、性格的に女性にあまり関心がない様子。アニメでは青髪ランチも好意を抱いている様子が描かれたほか、天津飯自身もランチの好意に対し照れる描写があり、好意を持たれていることに関しては、まんざらでもない様子であった（なお、ランチとのエピソードは後述参照）。

## 年表
- エイジ733 - 誕生。
- 幼少期より鶴仙人の元に弟子入り。鶴仙人と桃白白による稽古で達人へと成長する。
- エイジ753（20歳） - 第22回天下一武道会に参加。悟空たちを嘲笑し、逆にヤムチャから挑発されるなど険悪な関係になる。一回戦第一試合ですでに気絶しているヤムチャの左足を跳び蹴りで骨折させる。その後、自分を心配してくれた亀仙人の言葉や悟空の強さに触れ、悟空を殺せと急かす鶴仙人に「オレはもう殺し屋になりたくない」と訴え、葛藤の末に鶴仙流を裏切る。決勝戦では死力を尽くす激闘の末、両者場外となるが運に味方されて間一髪の差で勝利、優勝する。試合後、ヤムチャには「ひどいことをしてしまった」と謝罪し、ヤムチャも謝罪を受け入れたことで和解する。
- 武道会の後、亀仙人たちと行動を共にする。現れたピッコロ大魔王を封印すべく、魔封波を修得。しかし、ピッコロを封じるための電子ジャーが度重なる練習で割れ、技を使用することはできなかった（アニメではピッコロに魔封波を使うも、ピッコロを庇った手下のドラムに仕掛けてしまい、さらにドラムが封印される直前でピッコロに電子ジャーを破壊されている）。
- エイジ756（23歳） - 第23回天下一武道会に出場。一回戦で、サイボーグとなり天津飯たちの始末に来た桃白白と再会。餃子を瀕死の状態に追い込み、卑劣な手を使う桃白白に憤りを覚え、スーパーどどん波を気合でかき消すなど格の違いを見せつける形で破るが、彼の腕に仕込んだ刃が胸を切り裂き、これ以後その時の傷が残る。準決勝では悟空と激闘の末場外負けで敗れベスト4で終わる。そして勝った悟空を称えた。
- エイジ762（29歳） - サイヤ人襲来に備え、神様の元で修行を開始する。
- エイジ762 11月3日 - ベジータ、ナッパとの戦いに参加。尖兵である栽培マンを難なく倒すも、続くナッパとの戦いにて左腕を切断され、自爆した餃子の仇を討とうとしたが、死亡。以降、界王星でヤムチャや餃子、ピッコロと共に修行をする（ナッパに切られた左腕は再生していた）。界王への入門時のダジャレテストは、性格上ピッコロ共々手こずった模様（アニメではヤムチャから、彼が初期にピラフ城で放ったシャレを教わって合格した）。
- エイジ763 9月10日（30歳） - ナメック星のドラゴンボールで餃子と共に生き返る。
- エイジ764（31歳） - フリーザの地球襲来時、餃子と共に駆けつける。その後、3年後の人造人間との戦いに備えて餃子と共に修行を開始。
- エイジ767（34歳） - 人造人間やセルと戦う。一度は人造人間17号に敗北するが、その後出現したセルの追跡に加わる。ピッコロと人造人間、セルとの戦いでは最初カメハウスに待機していたが、ピッコロの加勢のために向かう。ピッコロ、16号を倒して17号を吸収したセルに死を覚悟しながらも新気功砲で足止めした。アニメ版では悟飯とセルの最後のかめはめ波対決の際に、自身の武道家の誇りと、自分を武道家に変えるきっかけを作ってくれた悟空の遺児である悟飯の力になるために、悟飯に加勢した。この戦いが終結した際「多分みんなにはもう会うことが無いと思う」と宣言した。
- エイジ774（41歳） - 悟飯とデンデのピンチに登場。ブウの蹴りをくらって気絶するが、アニメではデンデによって回復する。その後魔人ブウにより地球が破壊されたため死亡するも、ナメック星のドラゴンボールで復活。アニメでは餃子と共に修業して溜めた気を悟空に送る場面が描かれた[注 3]。

## 劇場版への登場
劇場版では、パラレルワールド色の強い作品群においても特にその傾向が強い3作目『摩訶不思議大冒険』にて初登場。ミーファン国の皇帝である餃子の付き人であり親友でもあるが、真の正体は鶴仙人の手下である。鶴仙人に餃子を殺すよう命令されるが、亀仙人の説得や餃子の涙を受けて葛藤の末鶴仙人を裏切り、気功砲で鶴仙人を吹き飛ばした。
劇場版6作目『地球まるごと超決戦』では、餃子と共にターレス軍団のレズン・ラカセイ兄弟と闘い敗れるが、悟空が元気玉を作るための時間稼ぎのため他の仲間とともにターレスに挑み、元気玉の完成を援護している。冒頭のドラゴンボール集めにも餃子と共に協力している。
劇場版12作目『銀河ギリギリ!!ぶっちぎりの凄い奴』では、試合でトランクスと対戦し、善戦するもトランクスが超サイヤ人化した後は敗れる。この後、ヤムチャと共に悟飯のもとに駆けつけ銀河戦士のブージンと闘うが敗れる。
劇場版18作目『神と神』では、ブルマの誕生パーティに参加し、ピッコロや18号と共に地球を破壊しようとするビルスに挑んだが全員まとめて一蹴された。
劇場版19作目『復活の「F」』では、復活したフリーザとその配下の兵士たちを悟飯らと共に迎え討ち奮闘した。危険の方が大きそうだと餃子とヤムチャは身を案じて置いてきた。『Vジャンプ』で短期連載された漫画版では、農業をする場面が描かれており、劇場版には登場しなかった餃子も手伝っていた。

## ドラゴンボール超
魔人ブウ戦での悟飯の援護や、悟空の元気玉への協力以降、ブルマの誕生パーティーや、第6・第7宇宙破壊神選抜格闘試合の観戦に来るなど悟空らとの関係は続いている。
フリーザ復活編
原作である劇場版『復活の「F」』同様、復活したフリーザとその軍勢の地球侵攻時に、悟飯らと迎え撃ちフリーザ軍との戦闘に参加した。
宇宙サバイバル編
8つの宇宙の代表戦士たちによるチーム対抗の武道大会「力の大会」に悟空から出場の勧誘を受けて、第7宇宙代表の選抜戦士10名の内の1人として参戦する。
餃子と修業の旅の途中、とある山村近くの山奥で修業を始めた所、その評判を聞いた青年たちが武術の教えを乞いたいと集まり出し、断り切れず成り行きで武術を教えるようになり山奥に天津流道場「天津堂」を開いて師範を務めるまでになった。そこで弟子を鍛え上げていたところで悟空と再会。天津飯が今でも武術の修業を続けていることを確認した悟空に、第7宇宙の代表戦士の1人にとスカウトされる。だが、門下生を放っておくことはできないと一度は断る。しかし以前鶴仙流の道場で妹弟子に当たるユーリンが現れ、彼女の妖術で門下生や亀仙人を操られ、その騒動で村に被害を出してしまったことから、悟空が言う賞金1000万ゼニーを得て村の復興にあてたいという理由で力の大会の出場を了承。ユーリンも強くなりたいという気持ちは本物と見なして道場の門下生に誘った。
力の大会では、亀仙人との連携で第3宇宙の戦士であるザ・プリーチョを倒す。続いて、気を消した上で姿を隠し、遠距離から気を集束させたレーザー光線による狙撃で第7宇宙の戦士たちを苦しめる第2宇宙の戦士ハーミラに対し、四身の拳で4人に分身することで、4人分の視界と三つ目の動体視力でハーミラからの光線弾道を見切りつつ射撃位置の特定を試み、同時に分身を盾に利用して光線を防ぎながら接近を仕掛けた。結果としてハーミラの狙撃位置の特定と接近に成功し、新気功砲で銃口を備える両腕を破壊して追い詰めた。勝負は決したかに見えたが、ハーミラが仕掛けた最後の罠により場外に落とされてしまう。しかし、再び四身の拳を発動させることで逃げるハーミラを羽交い締めにして相討ちに持ち込んだ。場外後は脱落してしまったことを詫びるが、その戦いぶりを破壊神ビルスからは「最後の最後で痛み分けに持ち込んだのは見事だった。褒めておこう」と活躍を認められた。
漫画版では亀仙人と共にフロストに狙われる。気功砲で応戦するがダメージを与えられず敗北。アニメ版と異なり、他の宇宙の戦士を1人も倒せぬままクリリンに続いて第7宇宙2人目の離脱者となった。
銀河パトロール囚人編
モロ配下の囚人軍が地球に襲来した際に、悟飯らと共に臨時の銀河パトロール隊員として、モロに力を分け与えられ戦闘力を上げた囚人たちと戦う。餃子と2人でビックラ・コイターと対戦。ビックラ・コイターは堅牢な身体を誇る金属生命体「メタルマン」という種族で、攻撃が通らず苦戦するが、以前、第6宇宙との対抗試合でベジータが戦った同種族の戦士の弱点が「悪口」であったことを思い出す。上手い悪口が浮かばず苦心する天津飯だったが、代わりに悪口が得意な餃子がビックラ・コイターに効果的な悪口をまくしたてて勝利を収めた。その後、ヤムチャを救援に向かうも囚人軍の参謀であったザウヨギに苦戦を強いられていたが、地球に到着した悟空に助けられた。

## ドラゴンボールGT
- エイジ790（57歳） - 第33話では回想のみ。究極のドラゴンボールによる地球爆発の際、超サイヤ人4の悟空に瞬間移動でツフル星へ移動した後や復活した地球に戻ってきた際のパーティーのシーンで登場。最終回では滝に打たれて修行していたところ、頭上を神龍が通り過ぎたのを感じ唖然と眺めていた。口元に小さな皺ができた以外は老いが見られず、最終回ではコスチュームも姿もほとんどそのままだった。いずれも台詞はなかった。

## ドラゴンボールオンライン
原作者の鳥山明が全面監修を行うも、日本ではサービス展開されなかった日韓共同製作・開発のオンラインMMORPG『ドラゴンボールオンライン』における設定。遥か未来の物語のため天津飯自身は故人だが、歴史年表にその名が登場する。以下に特筆すべき部分を挙げる。
- エイジ821 - 孫悟飯が自身らの戦闘技術の研究をまとめた著書『気功科学』の発刊以降、気を用いた格闘術への期待が高まる中、亀仙人の下にも流派の再興を請う声が押し寄せていた。しかし亀仙人は老齢を理由に動かなかった。代わりにクリリンと天津飯に命を与えた。「地球人の戦士として、なしえる役割はなにか」。この問いに応え2人はそれぞれ「新亀仙流」と「新鶴仙流」を開くこととなる。以前から独自に修行を続けていた天津飯が「新鶴仙流」を正式に開く。過去の闘いを通じてサイヤ人やピッコロなど、地球外の戦士との戦闘力の絶対値としての差を痛感しながらも、彼らのバックアップだけでは納得できないでいる自身に苦悶していた。各地を放浪しながら修行を積む中で彼が出した結論は「補助」ではなく「気」のコントロールによる気功波攻撃に活路を見出すことであった。彼の脳裏にあったのは、悟空が魔人ブウ（純粋）を葬った超特大の「元気玉」であった。あの時真っ先に悟空に気を送った天津飯は、一人の能力では困難な強敵も、気をエネルギーとして操る技術を極限まで極めることができれば、その力を集め大きな力として活用することができる。そのことが脳裏からはなれずにいた。また、単純な戦闘力の絶対値としては遠く及ばなかった人造人間との闘いの中でも、一瞬の隙を狙って放った気功波攻撃（新気功砲）は、その時点では超サイヤ人ですら全く手出しができなかった相手（セル）に一矢報いてみせ、闘いの中での地球人の可能性を感じさせるものであった。的確なタイミングで、凝縮した気功波を放つ。彼のその精神は後進の「鶴仙士[13]」たちに受け継がれていった。亀仙人ゆかりの地である涼景山（かつてのフライパン山）付近に道場を開いたのは、亀仙人からの教えを忘れぬようにとの思いからであったとされる。

## 天津飯の技
舞空術（）
全身の気をコントロールしながら放出することによって、空中を飛行する鶴仙流独自の技。後にはほとんどの戦士が体得した。
どどん波（どどんぱ）
鶴仙流暗殺奥義。人指し指に気をため放出する、鶴仙人が編み出した技。その威力はにわか仕込みのかめはめ波では到底及ばない（亀仙人の発言より）。第22回天下一武道会で悟空に使用。初期の頃に（原作では一度だけ）使ったのみで、以降は下記の気功砲を主に使うようになる。

かめはめ波（）
亀仙流の技。技をコピーできることを示すため、第22回天下一武道会にてジャッキー・チュン（亀仙人）に向けて放った。
気合い跳ね返し / かめはめ波跳ね返し / 気合い返し
気合いを放ち、相手の気功波をそのまま跳ね返すカウンター技。ヤムチャのかめはめ波を跳ね返しており、亀仙人によると威力の大小にかかわらず、かめはめ波そのものが通用しないとのこと。

太陽拳（）
額に両手をかざし、上半身に集めた気のエネルギーを光エネルギーに変換して放射し目を眩ます技。初使用時には「新鶴仙流」と呼称しており、その後も悟空やピッコロが天津飯の持ち技と認識する発言をしている。初期には、天津飯が使う太陽拳について額にある三つめの目から猛烈な光を発すると解説されたこともある。
技としては直接的な殺傷力はないものの、会得は簡単な上に格上の敵や複数相手にも通用するため、後に悟空やクリリン、セルが逃走時に使用している。特に気を察知できない相手への効果は高く、視力に優れるがゆえに敵の捕捉を視力に頼っていた天津飯自身もこの技を弱点としていた。
サングラスをかけている天下一武道会の審判などには効果がない。『ドラゴンボール改 サイヤ人来襲』では新太陽拳というオリジナル技が追加されている。

マシンガン突き / 顎龍拳（）
マシンガンのように素早い突きの連打。
「ドラゴンボールZ Sparking!」シリーズでは桃白白も同じ技を使う。

排球拳（）
天津飯唯一の趣味であるバレーボールをヒントに編み出した技。人間をボールに見立て、レシーブ・トス・アタックの3段攻撃を仕掛ける。「とっておきの技」と語っており、第22回天下一武道会で悟空に使用。
普段は硬派な天津飯だが、この技の際は女性口調に変貌し、目付きもニヤけたものになるなど、ギャグ的要素が強い。本人いわく「てれずにやれよ!」。

烈火高速拳（れっかこうそくけん）
両腕を超スピードで動かし、相手を引き寄せ連撃を叩きこむ技。第22回天下一武道会で悟空に使用。アニメ『ドラゴンボール』99話のみで使用したオリジナル技。

四妖拳（）
とても苦しそうに肩に力を込め背中の肩甲骨を腕の形に変化させ、計4本の腕で戦う技。通常の倍以上の攻撃力を発揮することができるうえ、背中を掻くこともでき、やめるときは腕が背中にスッと消える。第22回天下一武道会で悟空に使用。手数の多さで翻弄したが、それ以上の攻撃速度で対応されてしまい、正攻法で勝つのは困難と解除された。

気功砲（）
両手から全身のエネルギーを一気に放出させる、鶴仙流禁断の秘技。莫大な威力がある代償に、自らの命を削る危険な技であり、亀仙人が「鶴仙人め、教えてはならん技を」と憤っていた。広げた両手の指を重ねて照準を作るため、四角い被弾跡を残す特徴がある。
初使用時は、後に会得する新気功砲と若干構えが異なり、右手を内側に左手を外側に構える。だが、初使用後は通常の気功砲も新気功砲と同じく五指の先端を合わせて構えるようになった。ゲーム『ドラゴンボール ファイターズ』では気功砲と新気功砲とで構えが差別化されている。
作中では第22回天下一武道会で悟空に使用したのが最初であり、武舞台を一瞬で消滅させて地中深くまで穴を開けた。第23回天下一武道会では、ピッコロが周囲を吹き飛ばそうとしていたため、避難場所を確保するべく地面に穴を開けるのに使用。
サイヤ人編ではナッパに瀕死の重傷を負わされた状態から片手でこの技を放つが、ナッパにダメージを与えるには至らず、体力を使い果たして実際に命を落とした（『レイジングブラスト』ではこの際の気功砲に「魂の気功砲」と名称が付いた）。
魔人ブウ編では、悟飯らの危機を救うために現れ、魔人ブウ（悪）ゴテンクス吸収体の放った気功波を打ち消し、アニメではブウにも直接放ったがダメージには至らなかった。
また『復活の「F」』でもフリーザ軍の兵士たちに使用した。

魔封波（）
鶴仙人と亀仙人の師匠である武泰斗が開発した技。気を奔流状に操作して展開することで相手の体の自由を奪い、お札が貼られた蓋付きの容器の中に封印する特殊な技。亀仙人がピッコロ大魔王相手に使用し失敗して落命した後、一部始終を目撃していた天津飯も特訓の末習得している。
身体への負担が大きく、使用すると命を落とす場合もある危険な技。原作では電子ジャーが壊れていたため未使用に終わり、アニメで使用した際は体力こそ大きく消費したものの命を落とすことはなかった。

気合い / 気合い消し
気合いを発するだけで気功技を消滅させる。桃白白の放ったスーパーどどん波を一喝でかき消した。

四身の拳（）
実体のある4人に分身する技。分身は意識を共有しており、相手を取り囲んで逃げ場の大部分を封じた後に計12の目で相手を捉えて追撃する。弱点は実体で分かれると1体ずつの実力は低下し、4人に分かれると1体の実力は4分の1にまで低下すること。アニメでは「天流秘奥義」と言っており、ジース＆バータ戦で2人に分身したこともある。
第23回天下一武道会では、武舞台の四方に分かれて悟空に気功波による一斉攻撃を仕掛けたが、悟空に前述の欠点を見破られ速攻を仕掛けられると、舞空術を使う間もなくほぼ同時に場外に吹き飛ばされた。
『ドラゴンボール超』の力の大会では、遠距離から射撃位置を変えながら狙撃してくる第2宇宙の戦士ハーミラに対して、四身の拳で4人に分身し、4人分の視界と三つ目の動体視力でハーミラからの光線弾道を見切りつつ射撃位置の特定を試み、同時に分身を盾に利用して光線を防ぎながら接近を仕掛けた。
ゲームでは四身の拳で分身した上で4人同時に気功砲を放つ技「四身の拳・気功砲」も存在する。
眼から光線 / 光線眼（）
額の目から発射する気功波で、第23回天下一武道会で四身の拳と併用して悟空に使用。額に両手の人差し指と中指を合わせたポーズから発射する。四身の拳を使用して4人になって放つと、4本の光線が一点に集中して相手を攻撃する。

新気功砲（）
修業により気功砲を進化させた技。セル（第2形態）が身動きできないほどの激しい威力の衝撃波を放つ。
連発が可能になり、原作では約10発、アニメでは30発ほどをセルに放ち、人造人間18号が負傷した16号を連れ姿を隠すまでの時間稼ぎに成功するが、力を使い果たし瀕死の状態に陥った。
通常の気功砲とは若干構えが異なり、右手と左手を前後にずらさず五指の先端を合わせて構える。
新気「巧」砲と表記されたこともある。
『ドラゴンボール超』の力の大会では、亀仙人が萬国驚天掌で第3宇宙の戦士ザ・プリーチョの体の自由を奪い、その隙を天津飯が新気功砲で場外に撃ち飛ばすという連携をみせたり、姿を隠して遠距離から狙撃してくる第2宇宙の戦士ハーミラに対し、この技を放って銃口を備える両腕を破壊するなどしている。

## 天津飯の戦闘力
作中、書籍などで明確にされている天津飯の戦闘力は以下の3つ。
第22回天下一武道会：180
決勝戦にて対決した悟空と互角である。

サイヤ人襲来前：250
ブルマの計測したスカウターの数値より。クリリンには勝るが、ピッコロには劣る。

サイヤ人戦：1830
仲間と共に神様の下で修業し戦闘力が上昇。
ナメック星編の時は死亡しており、人造人間編以降は戦闘力自体が出てこなくなったため、サイヤ人編以降の明確な戦闘力は不明。サイヤ人編では「パワーだけならラディッツと互角」である戦闘力1200の栽培マンを圧倒している。だが、戦闘力4000のナッパには腕を切り落とされるなど全く歯が立たず、自身の命と引き換えに放った捨て身の気功砲も大きなダメージを与えるには至らなかった。
ナッパ戦で死亡した後、あの世の界王の下で修業を行い、アニメではその一環としてギニュー特戦隊のジースとバータの2人と同時に戦い勝利している。生き返った後も人造人間戦に向けて餃子と3年間修業をする。人造人間編では修業で新たに身に着けた技の新気功砲で、その時点では誰も手出しできない強さを誇っていた第2形態のセルの動きを封じて18号と16号を逃がす時間を作る活躍をみせた。しかし、セルゲームが開催されることになった際には、ベジータやピッコロと異なり精神と時の部屋での修業を辞退した。セルゲームでのセルジュニアとの戦いでは序盤こそ何とか応戦するも結果的に瀕死にまで追い詰められた。その回復後アニメでは、悟飯とセルがかめはめ波で最後の撃ち合いを行った際にはピッコロ、クリリン、ヤムチャらと共に援護攻撃もしている。
セルゲーム終了後に武道家を引退したクリリンやヤムチャとは異なり、その後も厳しい修業を続けており、魔人ブウ（悪）ゴテンクス吸収体の放った気弾を気功砲で相殺してみせ、魔人ブウからも「かなりの達人」と評された。
原作者の鳥山明がストーリーを手掛けた魔人ブウ編のその後を描く『ドラゴンボール超』でも武道家として修業を続けており、悟空らと共に第7宇宙の代表として力の大会に出場するなど、複数のシリーズで戦闘に参加している。

## ゲームでの登場
ファミリーコンピュータゲーム『ドラゴンボールZ 強襲!サイヤ人』『ドラゴンボールZII 激神フリーザ!!』『ドラゴンボールZIII 烈戦人造人間』、スーパーファミコンゲーム『ドラゴンボールZ 超サイヤ伝説』ではプレイヤーキャラクターの一人として登場。戦闘力はクリリンやヤムチャと比べ、高めに設定されている。一部の作品によってはゲームオリジナル技「四身の拳・気功砲」を習得している。
格闘ゲームではPlayStation専用ソフト『ドラゴンボールZ Ultimate Battle 22』より登場。PlayStation 2専用ソフト『ドラゴンボールZ』シリーズではIFストーリーなどでヤムチャとのコンビで登場することが多く、『ドラゴンボールZ2』ではヤムチャと天津飯がフュージョンして誕生した融合戦士「ヤム飯」が登場している。
PlayStation 2専用ソフト『ドラゴンボールZ Sparking!』では、IFストーリーで天下一武道会にて桃白白と再会し対決する。また、ヤムチャと闘わせると「あの時（第22回天下一武道会）の借りを返してもらうぜ」とリベンジを挑まれるのに対し、「お前には無理だ」と皮肉る。他にも少年時代の悟空と戦わせると悟空が小さくなっていることに驚く。続編の『ドラゴンボールZ Sparking!NEO』や『ドラゴンボールZ Sparking!METEOR』では、ピッコロ大魔王やサイボーグ桃白白との対決が再現できる。
ニンテンドーDS用ソフト『ドラゴンボール改 サイヤ人来襲』では、ピッコロ大魔王との戦いから第23回天下一武道会までの間のエピソードが描かれる。亀仙人から武術に対する心構えを教えてもらったものの、それまで拳で人を制することが「武術」だと信じていた自分の考えとは違っていたため迷いが生じる。亀仙人のアドバイスでかつて武泰斗が邪悪な精霊を封じ込めたという「神渡しの道」へ餃子とともに赴き、そこで邪悪な精霊によって餃子が危険にさらされた際、武泰斗の魂に「誰かを傷つけるのも『武術』なら、誰かを守るのも『武術』」だと諭され、自分が守りたいものが餃子であることに気付き、さらに邪悪な精霊を倒すための技として四身の拳を編み出す。
『ドラゴンボール ZENKAIバトルロイヤル』では、比較的スタンダードな性能であり、どどん波を初めとした優秀な技をもつが、全体的な技の消費気力が大きい。また、気力がない場合は、無理矢理体力を消費して必殺技を発動することも可能であるが、リスクが非常に大きい。
『ドラゴンボールZ カカロット』のゲーム内辞典「Z大全集」では、四妖拳や四身の拳は鶴仙流の技ではなく、天津飯にしかできない人間離れした独自の技だと解説されている。

## キャスト
- 鈴置洋孝（『ドラゴンボール』『Z』）
- 山寺宏一（『Z』第82話・84話）
- 真殿光昭（ゲーム『バーストリミット』、『インフィニットワールド』、『天下一大冒険』）
- 緑川光（『改』『超』以降の関連作品）

担当声優の鈴置洋孝が2006年8月に急逝したため、同年10月発売の『ドラゴンボールZ Sparking! NEO』が天津飯役としての最後の出演となった。2008年6月5日発売のゲーム『バーストリミット』と『インフィニットワールド』、『天下一大冒険』では真殿光昭が担当。『ドラゴンボール改』と『ドラゴンボール レイジングブラスト』シリーズでは新たに緑川光が起用され、以降のアニメシリーズでは緑川が後任を務めている。
2007年10月発売の『ドラゴンボールZ Sparking! METEOR』、2009年4月発売の『ドラゴンボール改 サイヤ人来襲』では過去に収録した鈴置の音声を流用している。

## 補足
アニメでは第22回天下一武道会以前のオリジナルエピソードから登場し、悟空と因縁を作っている。そのため、悟空と再会した時は原作とやり取りが変わっている。餃子とともに、奇獣・イノシカチョウにわざと村を襲わせては用心棒代を騙しとるなど、徹底的なヒールぶりをアピールした。鈴置は、初登場時の天津飯を「人間ではない存在、完全な悪役として演じた」と語っている。また「鶴仙人から脱皮したところは一番大きなモニュメントだったと思う」と語る。
鳥山は無口でかっこいい戦士として、トランクスと共に天津飯の名を挙げている。

### ランチとの結末
作中では2人の結末は明らかにされていないが、作者の鳥山明は「ランチは天津飯を追いかけたけど、天津飯も餃子と修行しながら各地を転々としているから見事なすれ違いをしている」と発言。その後のインタビューの中では、「ランチは1回フラれたけど、しつこく食い下がって結局は一緒にいると思う」と語っている。
また、鳥山は「原作終了後の天津飯は修行も兼ねて農業を営んでおり、分身できたり腕を増やせたりするので作物の収穫は早い。偶然ランチに見つかって渋々一緒に暮らしたところ天津飯は恋愛に興味がなく、あれほどの執念で追跡していたランチも農業に向かずに、たった数日で出て行ってしまったが、その後もたまにやってきたりするようだ」と2013年3月24日に放送されたフジテレビワンツーネクストの番組『漫道コバヤシ』『映画「ドラゴンボールZ 神と神」公開記念!出でよ神龍!!SP』内のアンケートで回答している。